# Peter Esser (Schauspieler)
Peter Joseph Maria Esser (* 4. April 1886 in Düsseldorf; † 24. Juni 1970 ebenda) war ein deutscher Schauspieler.

## Leben
Peter Esser wurde als zweiter Sohn des Brauereibesitzers und Schenkwirts Wilhelm Esser in Düsseldorf geboren. In „Kappes-Hamm“ wuchs er auf. Er besuchte das Königliche Gymnasium, und schon während seiner Schulzeit (um 1903) arbeitete Esser mit seinen später ebenfalls als Schauspieler und Schriftsteller populär gewordenen Jugendfreunden Paul Henckels, Heinrich Spoerl und Hans Müller-Schlösser gemeinsam an Schulaufführungen. Sie gründeten das „literarische Lesekränzchen“ und studierten das Studentenstück Alt-Heidelberg ein, Esser in der Rolle des Erbprinzen Karl-Heinrich. Jedoch kam das Stück nicht zur Aufführung, dies wurde durch das Lehrerkollegium verboten.

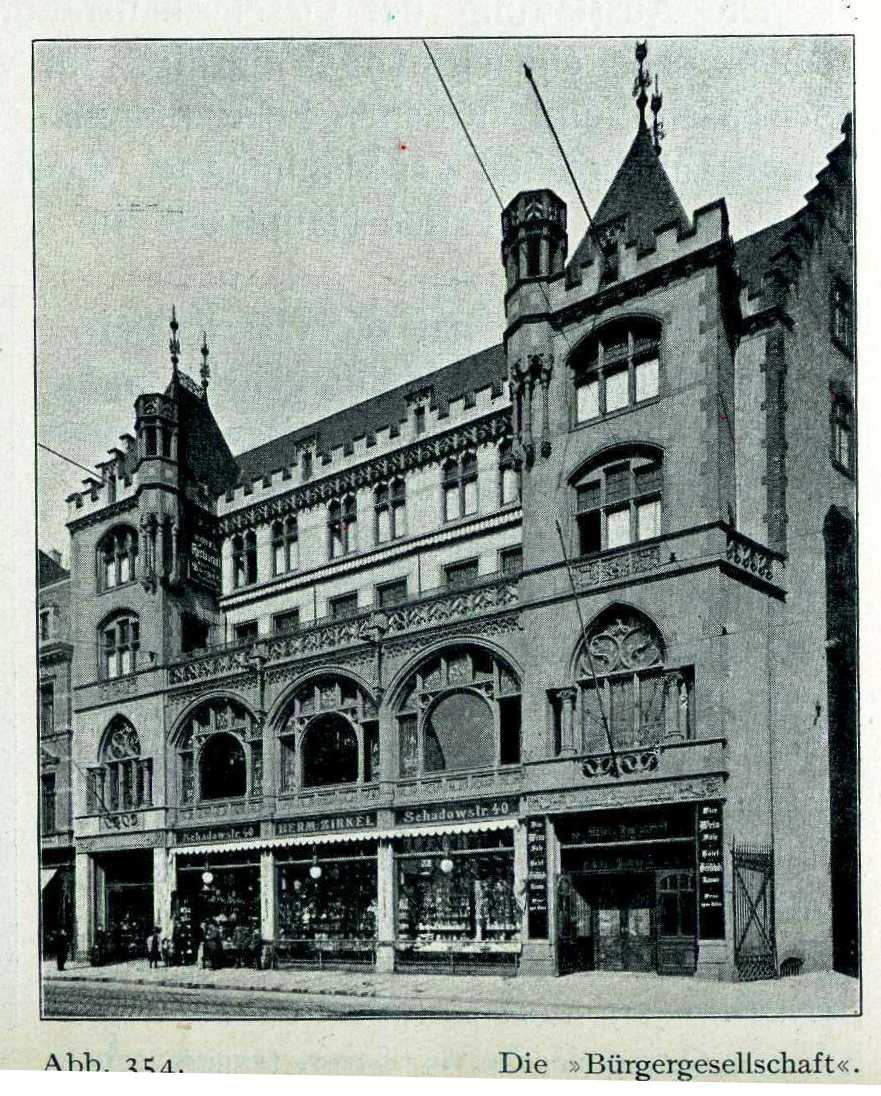
Haus der Bürgergesellschaft

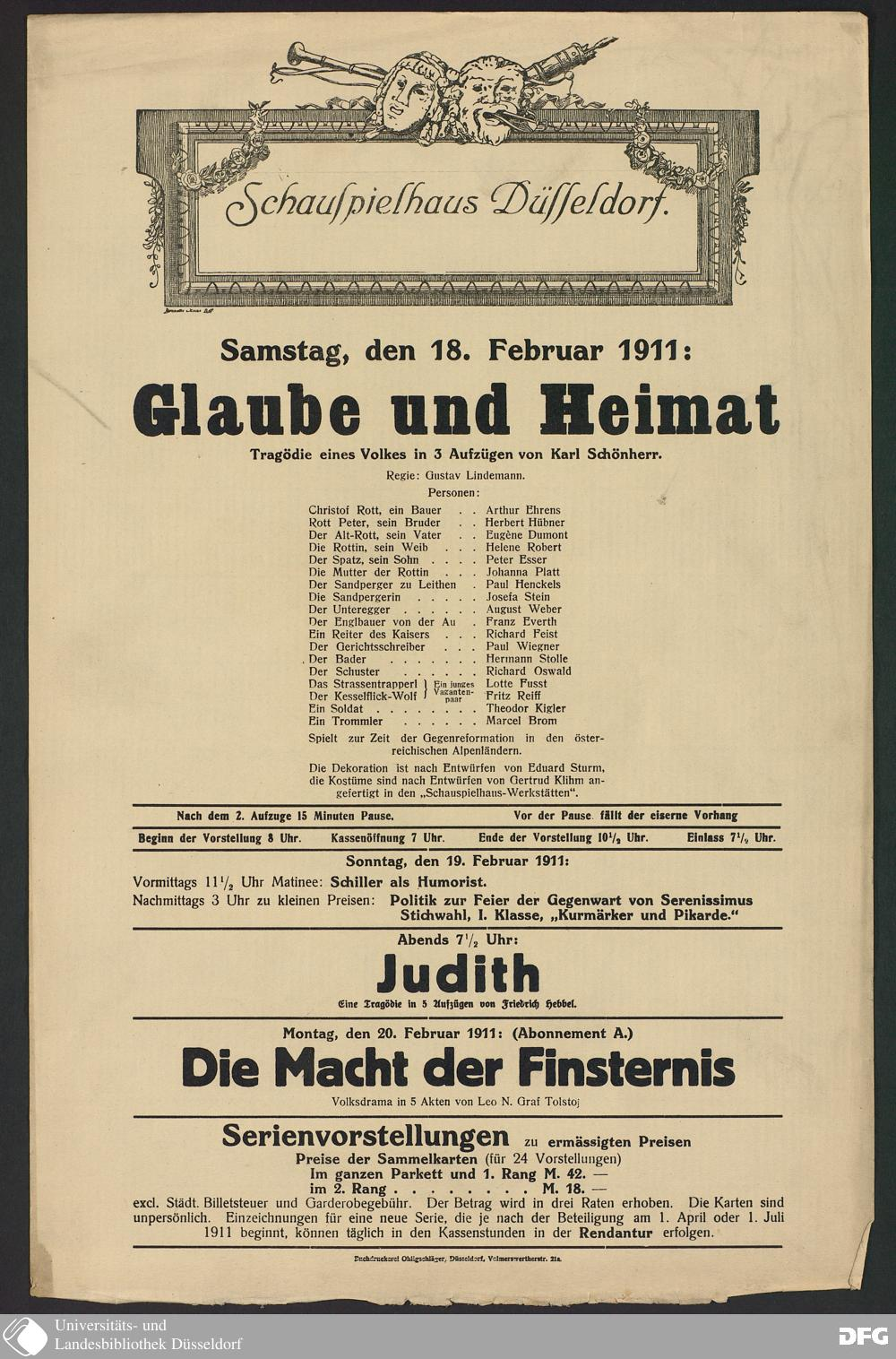
Glaube und Heimat, Peter Esser als der Spatz, 1911

1904 besuchte Esser mit Spoerl und Müller-Schlösser einen Tanzkurs im Saal der „Bürgergesellschaft“ auf der Schadowstraße, bei Frau Ernst-Huchhausen, einer ehemaligen Tänzerin des Stadttheaters.
Peter Esser, von seinen Schulkameraden Pedder genannt, sollte auf Verlangen seiner Eltern einen „anständigen Beruf“ erlernen. Trotz seines geheimen Wunsches Schauspieler zu werden, beugte er sich und studierte, wie auch sein älterer Bruder Albert Esser (1885–1972) Rechtswissenschaften in Freiburg im Breisgau. Er machte seinen Dr. jur. und brachte es bis zum Assessor. Sein Bruder Albert wechselte zur Medizin und wurde ein bedeutender Ophthalmologe und Medizinhistoriker.
Doch hängte er den Talar an den Nagel und kletterte auf den „unsicheren Boden“ der Bühne. Bei Louise Dumont am Schauspielhaus Düsseldorf fing er an. Er hatte den Ehrgeiz, ein vollendeter Sprecher zu werden und ist es auch geworden. Das Schauspielhaus Düsseldorf war als Reformbühne bekannt. Peter Esser wurde zum bedeutenden Bühnenkünstler und unterrichtete an der angeschlossenen „Theaterakademie“. Einer seiner bekanntesten Schüler war Gustaf Gründgens, welcher 1919/1920 seine Ausbildung auf der Hochschule für Bühnenkunst des Schauspielhauses Düsseldorf erhielt.
1946/47 unterrichtete er auch Ruth Niehaus, die er aus Meerbusch kannte und später mit ihr zusammen bei Gustaf Gründgens in Düsseldorf auf der Bühne stand.
1923 unternahm Regisseur Gerhard Lamprecht den Versuch, den von Thomas Mann am 26. Februar 1901 veröffentlichte Roman Buddenbrooks mit seinem komplexen Gesellschaftsportrait für die noch stumme Leinwand zu visualisieren, und schuf einen tragisch-traurigen Film mit einer für die damalige Zeit ungewöhnlichen Länge von ursprünglich 120 Minuten. In diesem Film wurden nur einzelne Handlungsstränge der literarischen Vorlage erfasst; als Mittelpunkt fungiert Thomas Buddenbrook, der nach dem Tod des Vaters die Geschäfte der Handelsfamilie übernimmt, doch zusehen muss, wie ihre alte Welt und Existenz sich immer mehr auflöst. In der Hauptrolle agierte der Star Peter Esser als Thomas Buddenbrook.
1962 fertigte Ivo Beucker das Porträt Peter Essers aus Bronze. Die Büste steht heute im Düsseldorfer Schauspielhaus.
In Meerbusch (bei Düsseldorf) auf dem Birkenweg (heute Erlenweg) ließ er ein Haus bauen, in welches er nach dem Zweiten Weltkrieg seine Freunde Werner und Mira Heuser aufnahm. Sie lebten dort zusammen. Peter Esser blieb unverheiratet.
Gemäß seinem letzten Willen wurde Peter Esser in aller Stille eingeäschert.

## Bühne (Auswahl)
Schauspielhaus Düsseldorf unter Gustav Lindemann:
- 1917/1918: Iphigenie auf Tauris (Johann Wolfgang von Goethe), als Orest
- 1925: Kabale und Liebe (Schiller), als Ferdinand
- 1925: Prinz Friedrich von Homburg (Heinrich von Kleist)[7]
- 1926: Maria Stuart (Schiller), als Leicester
- 1926: Paulus unter den Juden (Franz Werfel), als Rabaan Gamaliel
- 1929: Die Brücke (Kolbenheyer), als Dr. Hans von Bühl
- 1930: Professor Läwerwoosch (Seifert), als Professor Läwerwoosch
- 1930: Amnestie (Finkelnburg), als Agitator
- 1930: Der Kaiser von Amerika (George Bernard Shaw)
- 1932: Iphigenie auf Tauris

Weitere Engagements (Auswahl):
- 1947: Städtische Bühnen Düsseldorf Neues Theater, Die Fliegen von Jean Paul Sartre. Insz.: Gustaf Gründgens, Bühne: Herta Böhm, mit u. a.: Gustaf Gründgens, Peter Esser, Elisabeth Flickenschildt, Marianne Hoppe, Heinrich Fürst.
- 1953: Hans Rehbergs Opfergang und Gattenmord, Regie Gründgens, Peter Esser als Thersites[8]
- 1957: Gastspiel im Hebbel-Theater Berlin, Der Kaufmann von Venedig von William Shakespeare. Inszenierung: Karl Heinz Stroux; Bühne: Jean-Pierre Ponnelle. Mit u. a.: Adolf Dell, Peter Esser, Ernst Deutsch, Martin Benrath, Walter Schmidinger, Joana Maria Gorvin, Luitgard Im, Eva Böttcher.
- 1957: Marschlied, das sich Gustaf Gründgens zu seinem Düsseldorfer Finale vor dem Weggang nach Hamburg auserkor, Peter Esser als macchiavellistischer Kanzler[9]

## Filmografie
- 1920: 10 Milliarden Volt
- 1921: Der Friedhof der Lebenden
- 1923: Buddenbrooks
- 1924: Graf Chargon, Drehbuch Hans Müller-Schlösser, Regie Hansjürgen Völcker, Tosca-Film Düsseldorf[10]
- 1955: Der 20. Juli
- 1957: Herrscher ohne Krone
- 1958: Die Trapp-Familie in Amerika
- 1959: Kabale und Liebe
- 1961: Inspektor Hornleigh greift ein… (Folge Der Mann aus Taganjika)

## Hörspiele
- 1948: Jacobowsky und der Oberst, Autor: Franz Werfel – Regie: Theodor Haerten, mit Peter Esser, Hans Hermann Schaufuß, Hanns Ernst Jäger (NWDR Köln)
- 1949: Der arme Heinrich, Autor: Gerhart Hauptmann – Regie: Wilhelm Semmelroth; Musik: William Keiper. Mit Horst Caspar, Kurt Lieck, Gerhard Geisler, Emmy Graetz, Peter Esser (1888–1970) (NWDR Köln)
- 1953: Minna von Barnhelm, Autor: Gotthold Ephraim Lessing – Regie: Lothar Müthel, mit Antje Weisgerber, Max Eckard, Peter Esser, Birgid Füllenbach (NWDR Köln)
- 1954: Das Lied von Bernadette, Autor: Franz Werfel, (2 Teile) – Regie: Otto Kurth, mit Ludwig Cremer, Peter Esser, Heidi Hausmann (SWF)
- 1954: Johann Wolfgang von Goethe – Gustaf Gründgens, Faust I – Der Tragödie Erster Teil, Deutsche Grammophon – M 33 – 201/202/203, Voice Actor [Der Herr] – Peter Esser
- 1959: Das Spiel von der Auferstehung des Herrn, Autor: Walter Braunfels – Regie: Eduard Hermann, mit Liselotte Otto, René Deltgen, Margot Guilleaume, Peter Esser (WDR)